# Mizuage
Mizuage (jap. 水揚げ) ist eine der Zeremonien, die den Aufstieg einer Maiko zur Geisha symbolisiert.
Anders als in dem Film „Die Geisha“ angedeutet, und im Unterschied zu einer nicht Geishas betreffenden früheren japanischen Praxis, handelt es sich nicht um einen sexuellen Akt.
Die Maiko ändert fünfmal ihre Frisur, um die Schritte zu symbolisieren, die sie auf dem Weg zum Status einer Geiko vollzieht. Bei der Mizuage wird der obere Haarknoten symbolisch aufgeschnitten, um den Übergang vom Mädchen zur jungen Frau zu kennzeichnen. Danach trägt die Maiko eine erwachsenere Frisur.
Die veränderte Frisur bedeutete, dass die Maiko in die letzte Phase ihrer Laufbahn als Maiko eingetreten war. Für die Stammkunden war es das Zeichen, dass sich die Maiko dem heiratsfähigen Alter näherte und nun Anträge gemacht werden durften.
Anlässlich der Feierlichkeiten wurden den wichtigsten Familien und verwandten Häusern von der angehenden Geiko Geschenke überreicht. Dies diente der Festigung von Beziehungen untereinander und der Information der Öffentlichkeit über die Mizuage.
Nach der Mizuage ist der nächste große Übergangsritus im Leben einer Maiko ihre Erikae (襟替え „Wenden des Kragens“).
Eine Zeremonie gleichen Namens gab es früher auch bei japanischen Kurtisanen und bezeichnete bei diesen die zeremonielle Defloration. Es war üblich, eine bevorstehende Mizuage durch das Verteilen von Ekubo (runde Reiskuchen mit einem roten Punkt in der Mitte) bei den Kunden anzuzeigen, von welchen für das Privileg der Defloration hohe Geldgebote erwartet wurden. Es wird häufig fälschlicherweise angenommen, dass für das Recht auf die Mizuage hohe Summen gezahlt wurden, das war aber in der Regel nicht der Fall. Die Mizuage-danna wurden nach Ansehen und Vertrauenswürdigkeit ausgewählt und die Wahl sollte es für die Maiko so angenehm wie möglich machen. Heutzutage existiert der Mizuage-Brauch nicht mehr.
Die Namensgleichheit zwischen diesen Bräuchen, die von verschiedenen Gesellschaftsschichten ausgeübt wurden, trug im Westen zu dem verbreiteten Irrtum bei, Geishas seien mit Prostituierten gleichzusetzen.
Der Film „Die Geisha“ vermischt die Bräuche beider Gesellschaftsschichten und trägt so zur Verbreitung des Irrtums bei. Allerdings spielt der Film in der Zeit um den Zweiten Weltkrieg und kann damit korrekt darstellend sein, da Mizuage als Defloration einer Maiko erst 1959 illegal wurde.